# Autodesk Maya
Autodesk Maya, или още наричана с името Maya, е софтуер за 3D компютърна графика, която е приспособена за операционни системи като Windows, OS X и Linux, разработена е от Alias Systems Corporation и е собственост на Autodesk. Тя се използва за създаване на интерактивни 3D приложения, включително видео игри, анимационни филми или визуални ефекти.

## История
Maya първоначално е програма за анимация базиран на кода на Advanced Visualizer от Wavefront Technologies, PowerAnimator от Alias Research Inc и Alias Sketch!.
Кодът е пренесен до IRIX и са добавени анимационни функции. Кодовото име на пренесения проект беше Maya. Walt Disney Feature Animation сътрудничат тясно с разработката на Maya по време на снимките на филма им Динозавър. Потребителският интерфейс на приложението позволява да бъде персонализиран. Това, както и отворената архитектура на Maya, е едня от причините за популярността ѝ в индустрията.
След като Silicon Graphics Inc придобива Alias и Wavefront Technologies Inc, технологията от ново поколение на Wavefront (която бе под разработка) е вградена в Maya. Продобивката на SGI беше отговор към придобиването на Softimage от Microsoft Corporation. Изцяло новия филиал беше кръстен „Alias|Wavefront“.
В ранните дни на разработката, Maya стартира с Tcl като скриптов език, по подобие на командния език на Unix. Но след обединението с Wavefront, Sophia, скриптовия език в Dynamation (софтуера на Wavefront) беше избран като база на MEL(Maya embeded language).
Maya 1.0 е пуснат през февруари 1998. След поредица придобивания, Maya е купен от Autodesk през 2005. Под името на новата компания, Maya се преименува на Autodesk Maya. Все пак името „Maya“ продължава да бъде основното име за продукта.

### Награди
На 1 март 2003 година, Alias е наградена от Академията на филмовите изкуства и науки с Академичната награда за технически постижения за създаването на Maya.
През 2005, докато работи за Alias и Wavefront, Джос Стам получава Академичната награда за технически постижения, заедно с Едуин Катмул и Тони Дероус за създадените приложни повърхности за субдивизия.
На 8 февруари 2008 година Дънкън Бринсмед, Джос Стам, Джулия Пакалнс и Мартин Вернер получават Академичната награда за технически постижения за имплементиране и измисляне дизайна на системата от ефекти на Maya Fluid.

### Приложения в индустрията
Maya е използвана за създаване на графиката на много кинофилми заедно със софтуера на Pixar Renderman, Сред тях са носителите на Оскар Таласъми ООД, Матрицата, Спайдърмен (Човекът паяк), Момичето с драконовата татуировка, Аватар 2009 г., Търсенето на Немо, В небето, Хуго, Ранго, и Замръзналото кралство. Използвана е и за визуалните ефекти на някои телевизионни предавания, включително Игра на тронове, Живите мъртви, Имало едно време, Кости, Футурама, Парк империя иЮжен парк.
Използвана е и за създаване визуалните ефекти в някои видео игри, например Halo 4.

## Общ изглед
Maya е приложение, използвано за генериране на 3D активи за използване във филми, телевизия и игри. В началото, приложението е било създадено за операционната система IRIX. Това обаче бива спряно през август 2006 след излизането на версия 6.5. Maya е била налична в „Complete“ и в „Unlimited“ версии до август 2008, когато са събрани в един пакет.
Потребителите определят виртуално работно пространство (сцена), за да реализират и редактират медийните файлове по даден проект. Сцените могат да бъдат записани в различни формати, по подразбиране е .mb (Maya Binary). Maya има архитектура на графика с възли. Елементите на сцената са базирани на възли, всеки възел има свои собствени атрибути и персонализация. В резултат на това визуалното изображение на сцената е базирано изцяло на мрежа от вътрешно-свързани възли, зависещи един от друг. За удобно визуализиране на тези мрежи се използва насочен ацикличен граф на зависимостите.
Потребителите, които са ученици, учители (или многогодишни или безработни на трудовия пазар в САЩ), могат да свалят пълната образователна версия на Autodesk образователното общество. Версиите свободни за достъп имат лиценз само за некомерсиална употреба (веднъж активирани с продуктов лиценз) и някои продукти оставят воден знак на изходните продукти. Софтуерът идва с пълен 36-месечен лиценз. Когато изтече, потребителят може да влезе в обществото и да подаде молба за нови 36 месеца лиценз и да свали последния Autodesk продукт.

### Компоненти
Откакто стана обединение на два различни пакета, Maya има всички характеристики на вече несъществуващия комплект Unlimited.
Флуидни ефекти
Реалистичен симулатор на флуиди, основан на уравненията на Nevier-Stroke за симулиране на нееластични флуиди, е добавен в Maya 4.5. Той е ефективен за дим, огън, облаци и експлозии, както и за тежки флуиди като вода, магма и кал.
Bifrost
Bifrost e изчислителна среда за разработка на динамичността на флуидите базирана на симулация на флуид-имплицитни частици. Достъпна е в Maya 2015, следвайки Nayad симулационната технология на флуиди, придобита от Exotic Matter. Bifrost позволява флуиди да бъдат моделирани реалистично, включвайки детайли като пяна, вълни и капчици.
Класическо обекло
Инструмент за динамично симулиране на плат въведе употребата на работен процес, основан на равнинен модел, вдъхновен от процеса на дизайн на истинските световни модели на дрехи. В модерното производство модулът Maya Cloth е до голяма степен заменен от по-бързата, по-гъвкава система nCloth, въведена във версия 8.5. Преди това, third-party плъгини, най-вече Syflex, са принципно предпочитани заради изключителната им производителност, имитационна устойчивост и работния поток за моделиране на полигон, вече известен на 3D актьорите.
Fur
Fur симулация е предназначена за голяма зона на покритие на къси косми и коса-подобни материали. Тя може да се използва за симулиране на къси кожени предмети, наподобяващи трева, килим и т.н. За разлика от Maya Hair, модулът Fur не прави опит да се предотвратят сблъсъци коса-до-коса. Космите са неспособни да реагират динамично на физически сили на базата на броя на косата. Постигнати са ефекти на физиката, чрез близки ефектори които приближават ефекта на физическите сили усреднени над близките фоликули.
nHair
Симулаторът може да симулира динамични движения, действащи върху дълга коса и сблъсъци на косъм с коса. Често се използва за симулиране на изчислително сложни човешки прически включително пони опашки, къдрици и плитки. Симулацията използва криви NURBS като основа, която след това се използва като щрих за Paint Effects четки като по този начин показват кривините на време за изобразяване на повърхността подобно на образи, които могат да взаимодействат със светлина и сянка. Симулация на самите криви за други, цели несвързани с косата (такива като гъвкави тръби, кабели, въжета и др.) симулацията е известна просто като Dynamic Curves.
Maya Live
Набор от инструменти за проследяване на движението за CG съвпадения на чиста база кадри. Това до голяма степен е остаряло с MatchMover.
nCloth
Добавена във версия 8.5, nCloth е първото изпълнение на Maya Nucleus, Симулация на рамка в Autodesk. nCloth осигурява на художника подробен контрол на дрехите и материалните симулации. В сравнение с предшественика си Maya Cloth, nCloth е по-бърза, по-гъвкава и по-стабилна рамка за симулация.
nParticle
Добавена във версия 2009 г. nParticle е допълнение към комплект Мая Nucleus. nParticle е за симулиране на широка гама от сложни 3D ефекти, включително течности, облаци, дим, спрей, и прах. nParticles са по-гъвкава, отколкото предишната система на частиците на Maya в тази nParticles може да се използва за симулиране на сгъстени течности, както и в подкрепяне на истински сблъсъци на частица към частица. nParticles също взаимодейства с останалата част на the Nucleus рамка без нуждата на скъпа поддръжка и обичайно скриптиране.
MatchMover
Добавено към Мая 2010 г., това дава възможност за създаване на CGI елементи с данни за движение от видео и филмови поредици, процес известен като Match moving или проследяване на камера. Това е външна програма, но се доставя с Мая.
Composite
Добавено към Мая 2010 г., по-рано е продавана като Autodesk Toxik. Това е външна програма, но се доставя с Maya.
Camera Sequencer
Добавен в Autodesk Maya 2011 г., Camera Sequencer се използва за оформление за множество камерни снимки и да ги управля в една анимацияонна последователност.

### Maya Embedded Language
Наред си по-призната визуализация работния процес, Maya е оборудвана с платформа за скриптов език, наречена Maya Embedded Language. MEL е предвидено средство за персонализиране на основната функционалност на софтуера, тъй като много от инструментите и командите, които са използвани са записани в него. Кода може да се използва за манипулиране на модификации, Приставка плъгини или да се инжектира във време на изпълнение. Извън тези повърхностни употреби на езика, взаимодействие с потребителя се записва в MEL, което позволява дори неопитни потребители да приложат подпрограми. Информация за сцената по този начин може да се изхвърлят, удължаване .ma, редактира извън Maya в произволен текстов редактор.

## Системни изисквания

### Операционни системи
Autodesk Maya 2016 е проектиран да работи на 64-bit Windows (Windows 7 (SP1) или по ранна), Mac (OS X 10.9.5 или по ранна), и Linux (RedHat Enterprise Linux 6.5 WS or CentOS 6.5) платформи.

### Хардуерни изисквания
Autodesk публикува системните изисквания нужни за да тръгне Мая със стандартно изпълнение. Maya 2016 Autodesk изисква минимум 4 GB оперативна памет, но 8GB или повече се препоръчва.
| Хардуер             | Спекулация                                        |
| ------------------- | ------------------------------------------------- |
| Процесор            | 64-bit Intel® or AMD® мулти-ядрен процесор        |
| Видеокарта[         | Qualified hardware-accelerated OpenGL видео карта |
| Памет(RAM)          | 4 GB of RAM (8GB за препоъчване)                  |
| Двърд диск          | 4 GB празно дисково пространство за инсталацията  |
| Мишка за управление | Мишка с три бутона                                |